# Amnesia anterograda
L'amnesia anterograda è un tipo di amnesia (disturbo della memoria a breve termine) dove il paziente è fortemente, se non totalmente, limitato a memorizzare nuove informazioni a partire dal momento in cui il problema si è manifestato. È però una perdita di memoria che non compromette ciò che è stato immagazzinato in passato, infatti chi soffre di amnesia anterograda riesce a ricordare con lucidità gli eventi antecedenti all'evento-causa del problema. È un disturbo che rende invalido chi ne è affetto, in quanto non è più in grado di gestire la propria vita.
Famosi casi di amnesia anterograda sono quelli di Henry Molaison (meglio conosciuto come H.M.), del musicologo Clive Wearing, di Eugene Pauly. 
Nella cultura popolare, è celebre la rappresentazione di questo tipo di disturbo nel film Memento. 
La sindrome di Wernicke-Korsakoff e le benzodiazepine possono provocare amnesia anterograda.